# Batalla de Constantí
La batalla de Constantí de 1641 fou un dels episodis del Setge de Tarragona durant la Guerra dels Segadors.

## Antecedents
La primavera del 1640, Francesc de Tamarit fou empresonat acusat de no facilitar les lleves i els allotjaments. Camperols revoltats van entrar a Barcelona el 22 de maig i el posaren en llibertat. El 7 de juny del mateix any, en el Corpus de Sang, grups de segadors entren de nou a la ciutat i fou assassinat el virrei de Catalunya Dalmau III de Queralt.
El setembre, l'exèrcit de Felip IV d'Espanya comandat per Pedro Fajardo de Zúñiga y Requesens, Marquès de Los Vélez va ocupar Tortosa, el desembre, després de la batalla de Cambrils, la ciutat de Tarragona, avançant en direcció a Barcelona. El 12 de gener les tropes de Josep Margarit sorprengueren la guarnició de Constantí i alliberaren presoners catalans tancats al castell. El 17 de gener de 1641, després de la derrota a la batalla de Martorell i davant l'alarmant penetració de l'exèrcit castellà, Pau Claris al capdavant de la Generalitat de Catalunya, proclamà la República Catalana, amb l'adhesió de la burgesia urbana descontenta per la pressió fiscal, acordant una aliança politicomilitar amb França. Per obtenir l'ajuda, es posava Catalunya sota l'obediència de Lluís XIII de França. Pocs dies després, amb l'ajuda de l'exèrcit francès, la Generalitat obtingué una important victòria militar en la batalla de Montjuïc de 26 de gener del 1641, i les tropes castellanes es retiraven a Tarragona.
Poc més tard moria Pau Claris, i la difícil situació local i internacional, dugué a la Generalitat de Catalunya a proclamar comte de Barcelona i sobirà de Catalunya al rei Lluís XIII, i l'inici d'una ofensiva per recuperar tot el territori català.
El 4 de maig de 1641 l'estol francès d'Henri d'Escoubleau de Sourdis es presentà davant de Tarragona i inicià el bloqueig de la ciutat amb les tropes de terra de Philippe de La Mothe-Houdancourt. Durant els mesos de maig i juny es lluità als voltants de Tarragona; el fort de Salou caigué en poder dels francesos el 9 de maig

## Batalla
A les 10 del matí del 13 de maig s'iniciava l'atac francès a la vila de Constantí, iniciat amb tres hores de foc d'artilleria que va fer fugir la guarnició de 300 mosqueters, que es va refugiar a Tarragona, on es trobava Pedro Fajardo de Zúñiga y Requesens, Marquès de Los Vélez.

## Conseqüències
Constantí es convertiria en la base d'operacions del setge de Tarragona. Josep Margarit i de Biure amb les seves tropes catalanes va vèncer la batalla del Catllar el 10 de juny contra les forces sortides de Tarragona per tal de recollir farratge. Els 4 i 5 de juliol, l'estol francès que bloquejava Tarragona sostingué un combat naval amb el de García de Toledo, marquès de Fernandina. El 20 d'agost, quan la plaça estava a punt de retre's, arribà a les aigües tarragonines l'estol filipista del duc de Maqueda, superior al francès que va optar per retirar-se a Barcelona. Aquest fet permeté d'aprovisionar la ciutat i provocà la retirada del mariscal La Mothe a Valls.
Amb tot, les forces franceses continuaren encerclant Tarragona amb les guarnicions de Constantí, Salou, Vila-seca, Tamarit, Altafulla i Torredembarra. Les tropes franceses i catalanes van intentar consolidar el domini sobre les terres de ponent i el sud de Catalunya assetjant Tarragona, atacant Montsó, defensant Lleida i finalment recuperant Tortosa.